# Joseph Cali
Pour les articles homonymes, voir Cali.
Joseph Cali est un acteur américain né le 30 mars 1950 à New York, New York (États-Unis).

## Filmographie
- 1977 : La Fièvre du samedi soir (Saturday Night Fever) : Joey
- 1979 : Flatbush (en) (série TV) : Presto Prestopopolos
- 1979 : Silence... mon amour (Voices) : Pinky
- 1980 : The Competition : Jerry DiSalvo
- 1981 : Today's F.B.I. (en) (série TV) : Nick Frazier
- 1981 : Today's F.B.I. (en) (TV)
- 1983 : Lady Revanche : Vincent Dacosta
- 1986 : Blacke's Magic (en) (TV) : Michael Angels
- 1988 : Le Monstre évadé de l'espace (Something Is Out There) (TV) : Roger
- 1984 : Santa Barbara ("Santa Barbara") (série TV) : Jack Dante (1988-1990)
- 1992 : Murder Without Motive: The Edmund Perry Story (TV) : Louie Bottone
- 1997 : Suicide Kings : Nick the Nose
- 1997 : Port Charles (série TV) : Robert 'Bobby' Mancusi (1998)
- 1997 : Los Angeles Heat (série TV)